# 帕萊雅爾
帕萊雅爾（Paraiyar），是南印度泰米爾納德邦與喀拉拉邦賤民種姓。帕萊雅爾意思是鼓人，在社區的一些成員婚禮，葬禮，鄉村節日，和在政府或商業公告宣布的時候充當鼓手。因為牽涉牛皮產品因此是不潔的。英文中的 pariah（受鄙视者）來自此字。